# Более популярны, чем Иисус

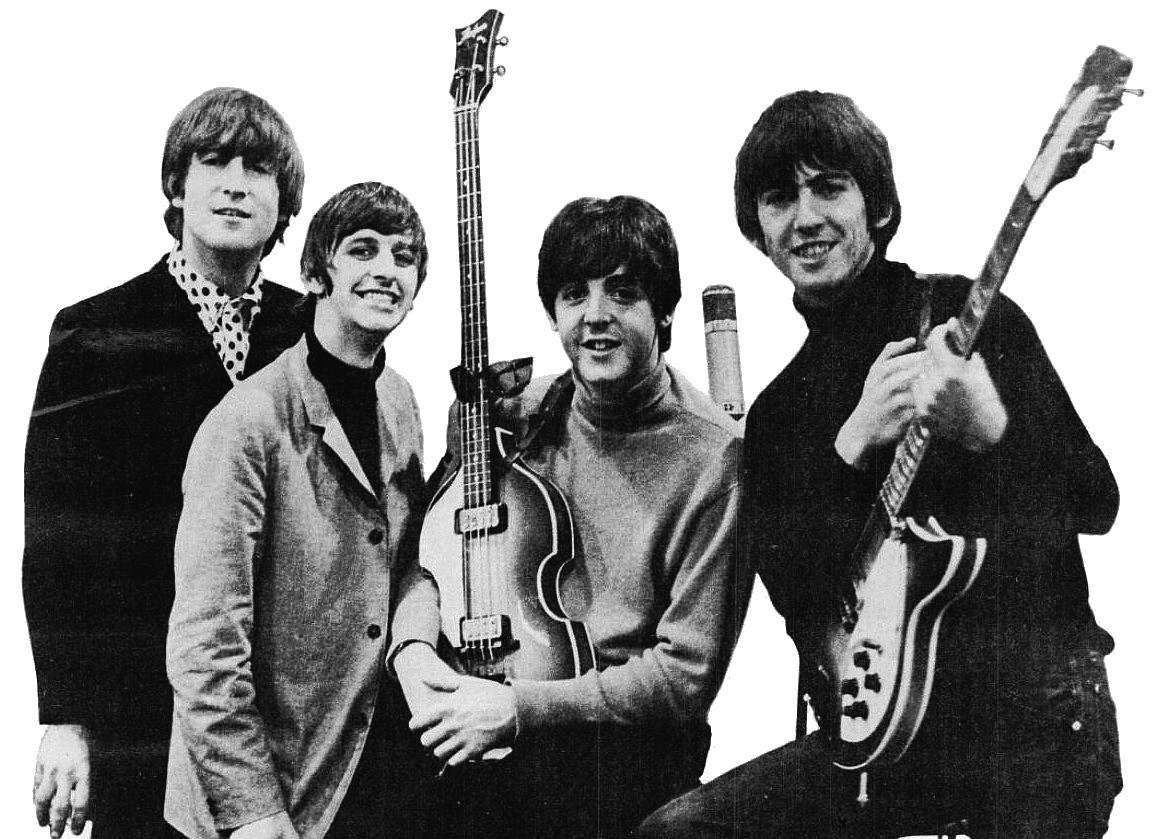
Джон Леннон (слева) с группой The Beatles

Протестная надпись на одном из дорожных щитов

«Мы более популярны, чем Иисус» (англ. We're more popular than Jesus) — фраза, произнесённая участником группы The Beatles Джоном Ленноном во время интервью 1966 года, в котором он утверждал, что христианство исчезнет раньше, чем рок-музыка. Также музыкант заявлял, что «Иисус был ничего, но его последователи тупы и заурядны. И именно их извращение губит христианство во мне».
Высказывание Леннона было цитатой из интервью журналистке Морин Клив, которая напечатала его в материале для лондонской газеты Evening Standard в марте 1966 года. Первоначально эти слова не вызвали никакой общественной реакции. Однако когда американский подростковый журнал Datebook процитировал Леннона пять месяцев спустя, на юге Соединённых Штатов вспыхнули массовые протесты среди местных христианских общин. Некоторые радиостанции перестали ставить в эфир песни The Beatles, последовала отмена ряда пресс-конференций, люди публично сжигали записи группы, также музыкантам начали поступать угрозы. Инцидент совпал с американскими гастролями ансамбля в августе 1966 года, в связи с чем Леннон и менеджер The Beatles Брайан Эпстайн попытались замять скандал на нескольких пресс-конференциях. Впоследствии некоторые концертные турне были отменены в связи с запугиваниями группы и массовыми акциями протеста, в том числе пикетированием членами ку-клукс-клана.
Вскоре после разгара дискуссии Леннон был вынужден извиниться за свои слова: «Если бы я сказал, что телевидение более популярно, чем Иисус, никто бы не обратил внимания». Он подчеркнул, что просто комментировал то, как другие люди воспринимают и популяризируют группу: «Мне жаль, что я об этом заикнулся. Я не против Бога, не против Христа и не против религии. Я не подразумевал, что мы лучше». События способствовали тому, что The Beatles потеряли интерес к концертным выступлениям, а тур по США стал последними гастролями ансамбля, после чего они занимались преимущественно студийной работой.

## Предыстория
В марте 1966 года лондонская газета Evening Standard опубликовала статью из еженедельной серии «How Does A Beatle Live?» (с англ. — «Как поживает Битл?»), в которой содержалась информация про жизнь Джона Леннона, Ринго Старра, Джорджа Харрисона и Пола Маккартни, в хронологическом порядке. Статья была написана журналисткой Морин Клив, которая хорошо знала музыкантов группы и регулярно брала у них интервью с самого начала битломании в Великобритании. Тремя годами ранее она провозгласила The Beatles «любимцами Мерсисайда» и сопровождала ансамбль в самолёте во время его первого турне по Соединённым Штатам, в феврале 1964 года. В марте 1966 года она решила взять интервью у музыкантов группы по отдельности для серии интервью «образ жизни», а не у всех вместе, как обычно.

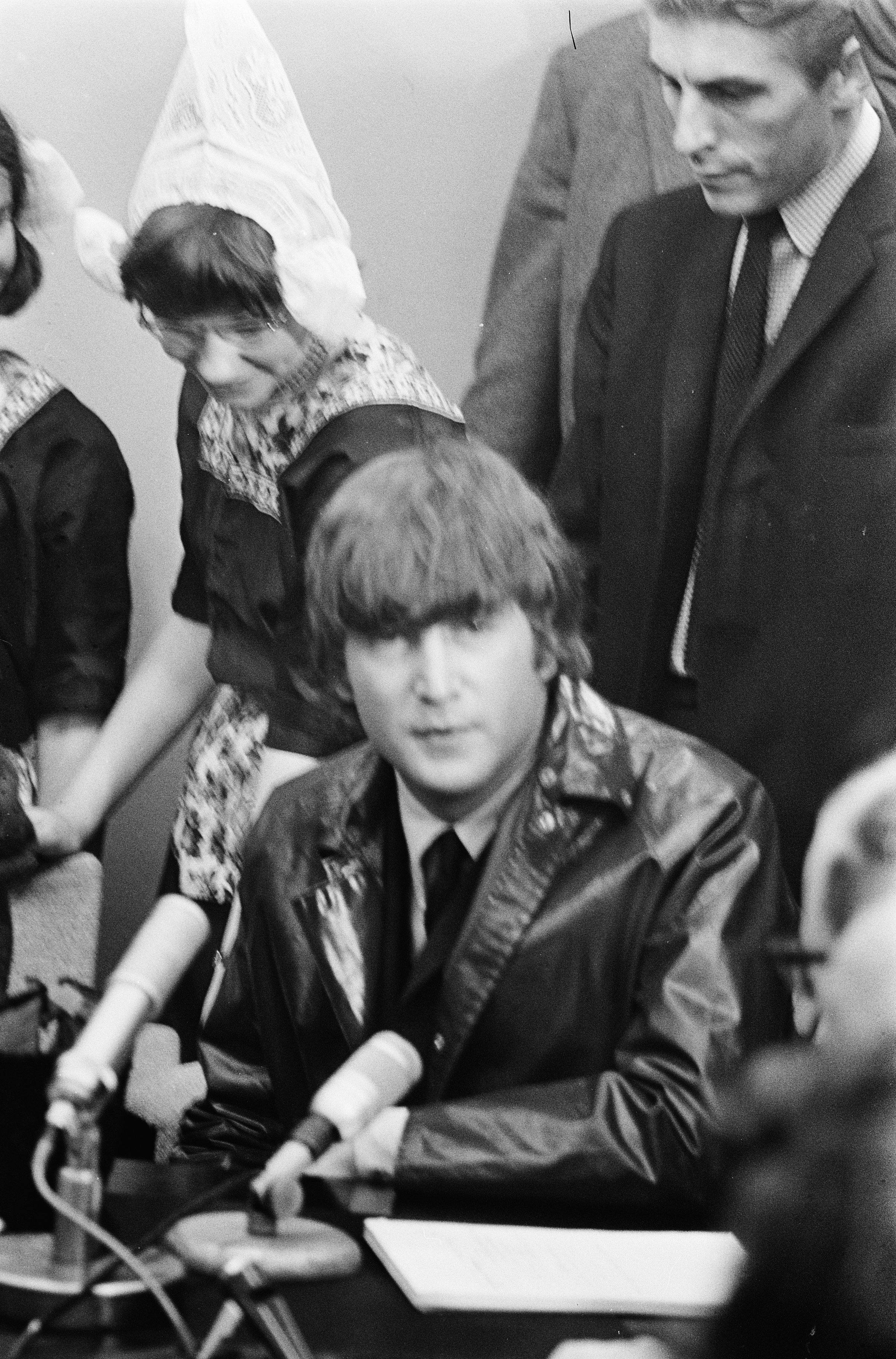
Джон Леннон на пресс-конференции в 1964 году

Клив взяла интервью у Леннона 4 марта 1966 года в его доме, в Вейбридже. Среди прочего, в апартаментах музыканта находились: распятие в натуральную величину, костюм гориллы, средневековые доспехи и внушительная библиотека с произведениями Альфреда Теннисона, Джонатана Свифта, Оскара Уайльда, Джорджа Оруэлла, Олдоса Хаксли и Хью Шенфилда, которые повлияли на отношение Леннона к христианству. Клив отмечала в статье, что Леннон «много читал о религии», и процитировала его комментарий: 
Христианство уйдёт. Оно исчезнет и усохнет. Не нужно спорить; я прав, и будущее это докажет. Сейчас мы более популярны, чем Иисус; я не знаю, что исчезнет раньше — рок-н-ролл или христианство. Иисус был ничего, но его последователи тупы и заурядны. И именно их извращение губит христианство во мне.
Интервью Клив с Ленноном было опубликовано в газете Evening Standard в марте 1966 года и не вызвало какой-либо общественной реакции на родине группы. В то время посещаемость церкви в Великобритании была на низком уровне, и представители христианской конфессии не скрывали необходимости сменить свой имидж в сторону чего-то более актуального. Публицист Джонатан Гулд писал: «Сатирические комедианты посвящали целые скетчи всё более отчаянным попыткам Церкви представить себя чуточку современнее („Не называйте меня викарием, зовите меня Диком…“)». В 1963 году англиканский епископ Вулвичский Джон Робинсон опубликовал противоречивую, но популярную книгу «Honest to God» (с англ. — «Ей-богу!»), призвав народ отказаться от традиционного церковного учения о нравственности, а также концепции Бога как «старика на небе», в пользу универсальной этики любви. В свою очередь, в выпущенной тремя годами позже книге «Religion in Secular Society» (с англ. — «Религия в светском обществе») писатель Брайан Уилсон отмечал, что растущая секуляризация привела к тому, что британские церкви массово теряли прихожан. Однако в США церкви продолжали оставаться популярными.

Маккартни и Харрисон были крещены в римско-католической церкви, но ни один из них не был рьяным последователем христианства. В свою очередь, Леннон отличался неприязнью к институциональной религиозности с юности. Когда музыканту было 14 лет, викарий выгнал его с приятелем из храма за то, что мальчики хихикали во время службы, впоследствии он вспоминал: 
Я отнюдь не был уверен в искренности веры этого викария. Но я знал, что церковь — это дом  Бога. Поэтому я приходил туда, и атмосфера всегда вынуждала меня чувствовать  себя эмоциональным и религиозным, как бы это ни называть. Поэтому с изгнанием за смех церковь для меня кончилась.
 Леннон признавал веру в силу молитвы, однако говорил, что ему не нравятся церковные обычаи: «Возможно, общинная молитва имеет силу, но я против всего этого лицемерия, ношения особых одежд, социальной деятельности и совместных чаепитий». В начале битломании группа контактировала с Ревдом Рональдом Гиббонсом (лидером Методистской церкви Великобритании), который сказал журналистам, что «битловская» версия песни «O Come, All Ye Faithful» может послужить для Церкви Англии «тем самым стимулом, в котором она нуждается».

## Реакция в США
«Она была прямым результатом всего этого кошмара бытия суперзвездой. Религия была выходом из моего подавленного состояния. Я думал: “Ведь должно же быть еще что-то, кроме такой жизни, как моя!”»
«Бог — это идея, которой мы измеряем нашу боль».
На следующий день после того, как статья Клив была опубликована в Evening Standard, пресс-секретарь The Beatles Тони Бэрроу предложил американскому подростковому журналу Datebook права на все четыре интервью музыкантов. Бэрроу считал, что эти беседы важны для демонстрации фанатам, что группа прогрессирует за пределы простой поп-музыки и занимается более сложной интеллектуальной работой. Поскольку Datebook считался социально-прогрессивным журналом, в котором рассматривались такие темы, как межрасовые отношения и легализация марихуаны, казалось, что это была подходящая площадка для размещения подобной информации.
3 июля цитата Леннона была опубликована в американском журнале The New York Times Magazine и не вызвала никакой реакции. В конце июля, когда Datebook переиздал интервью, редактор журнала Арт Анджер напечатал цитату Леннона: «Я не знаю, что исчезнет раньше — рок-н-ролл или христианство» на первой полосе. Также на обложку попала цитата Пола Маккартни об Америке: «Это паршивая страна, где каждый чёрный — это грязный ниггер!». Вскоре началась волна радио-бойкота The Beatles — услышав комментарии Леннона от своего коллеги Дага Лейтона, диджей бирмингемской (Алабама) радиостанции WAQY Томми Чарльз предложил убрать записи группы из эфира, возмущённо заявив: «Для меня это неприемлемо. Я больше не собираюсь ставить [песни] The Beatles». Затем Чарльз и Лейтон провели опрос слушателей по поводу высказывания Леннона, подавляющее большинство поддержали диджеев. Впоследствии Чарльз говорил: «Мы чувствовали, что это [высказывание] настолько абсурдно и кощунственно, что нужно было что-то предпринять, чтобы показать им [The Beatles]: такого рода вещи так просто не сходят с рук». Эл Бенн, который был менеджером информационного бюро United Press International News, услышав трансляцию WAQY, незамедлительно опубликовал новостной отчет в Нью-Йорке, кульминацией которого стала статья в The New York Times, опубликованная на первой полосе газеты 5 августа. Вскоре более двадцати других станций последовали примеру WAQY, объявив о бойкоте группы. Некоторые радиостанции дальнего юга США пошли ещё дальше, организовывая демонстрации с кострами и привлекая группы подростков, где публично сжигали записи The Beatles и другие связанные с ними вещи.

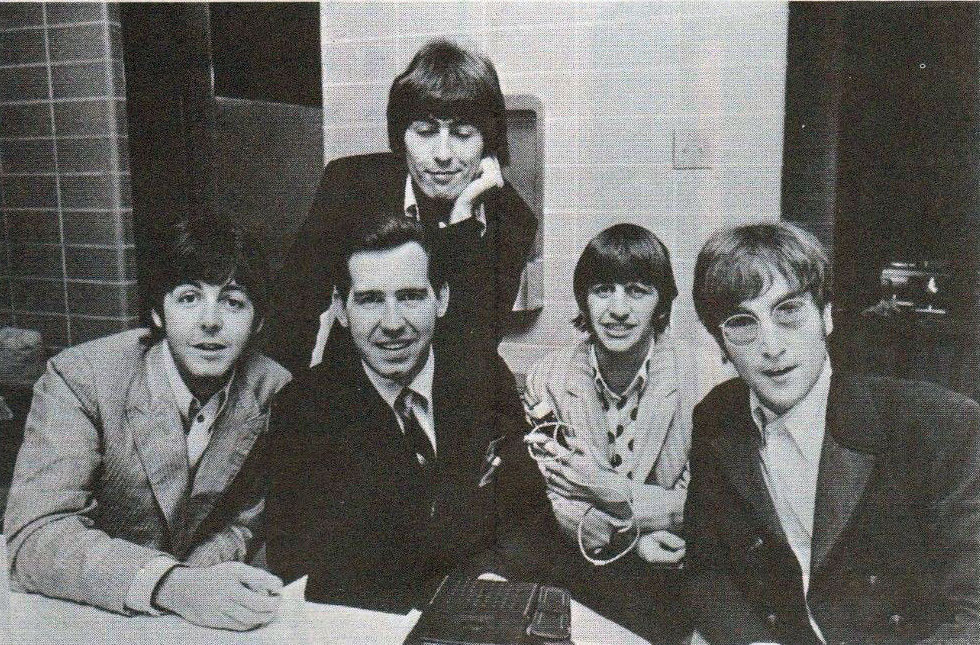
Группа с диджеем Джимми Стаггсом во время своего последнего турне, 1966 год

Эпстайн был настолько обеспокоен общественной реакцией, что рассматривал вариант отмены предстоящего турне The Beatles в США, полагая, что жизни музыкантов могут быть подвержены угрозе. Продюсер прилетел в США и провёл пресс-конференцию в Нью-Йорке, где публично критиковал действия Datebook, заявив, что журнал вырвал слова Леннона из контекста и выразил сожаление от имени группы, что «люди с определёнными религиозными убеждениями могли быть оскорблены каким-либо образом». Тем не менее, усилия Эпстайна не имели большого эффекта, так как скандал быстро просочился за пределы США. В Мехико прошли общественные демонстрации осуждающие группу, и ряд стран, включая Южную Африку, Испанию и Филиппины, приняли решение запретить музыку The Beatles на национальных радиостанциях. Ватикан также публично осудил Леннона: «Не высокомерие Леннона так шокирует, но тяжелое впечатление от сказанного публично, что многие христиане отворачиваются от Христа».

Несмотря на то, что скандал набирал обороты, группа решила не отменять гастроли, отправившись в турне 11 августа 1966 года. По словам жены Леннона, Синтии, музыкант нервничал и был расстроен тем, что он разозлил людей, просто выражая своё мнение. Прибыв в США, The Beatles провели пресс-конференцию в чикагском аэропорту, впервые публично высказавшись по этому вопросу; изначально Леннон не хотел извиняться, однако Эпстайн и Бэрроу настояли на этом, вручив ему заранее подготовленный текст. Музыкант произнёс его перед десятками журналистов: «Если бы я сказал, что телевидение более популярно, чем Иисус, то, наверное, все было бы в порядке. Я же сказал то же самое о „Битлз“, употребив это слово в том смысле, какой в него вкладывают люди, а не я сам. Я сказал, что „Битлз“ оказали большее влияние на молодёжь, чем все остальные, включая даже Христа. Но я не говорил, что мы лучше или что мы более великие, чем Иисус. Меня неверно поняли…», подчеркнув, что просто комментировал то, как другие люди воспринимают и популяризируют группу. Затем Леннон описал собственную веру в Бога, процитировав епископа Вулвичского: «[Я воспринимаю Бога] не как старика на небе. Я верю: то, что люди называют Богом, есть во всех нас…». Музыкант продолжал: 
Я мог бы сказать: я сейчас более христианин, чем когда-либо. […] Я верю: то, что проповедовали Иисус, Магомет, Будда, было правильным. Но вот их толкователи наделали ошибок. Иисус говорил одно, а потом образовались все эти общины, которые стали по-своему трактовать Его слова, и в результате учение искажалось. Как при игре в “испорченный телефон”. Я прошепчу сидящему возле меня: “Люби ближнего своего” или: “Все должны быть равны”; но пока это дойдет до последнего игрока, то превратится в нечто совсем иное...
Настаивая на том, что он не сравнивал себя с Христом («Я не говорил того, что мне приписывают»), Леннон пытался объяснить прессе упадок христианства в Великобритании. Наконец, отреагировав на назойливые попытки одного из репортёров прину́дить его к извинениям, музыкант сказал: «Если вы хотите, чтобы я извинился, если это сделает вас счастливыми, тогда ладно, мне жаль. […] Я сожалею, что сказал это. Я никогда не был паршивым антирелигиозником… Я приношу извинение». После этого сбавившие накал журналисты объяснили Леннону, что американский Библейский пояс «печально известен своим [ревностным] отношением к Христианству».
Сразу же после своего начала, тур был омрачён протестами и беспорядками. Музыканты регулярно получали звонки с угрозами, а их концерты пикетировались членами Ку-клукс-клана. Освещая негодование американской общественности, британский журнал Daily Express писал: «Кажется это нервирует американцев — сдерживать чешущиеся руки, в то время как неделя за неделей Америка экспортирует нам субкультуру, которая преподносит The Beatles, как четырёх суровых старых ктиторов». Помимо этого, протесты подверглись критике в самих Штатах; центральная радиостанция Кентукки объявила, что она будет ставить музыкальные произведения The Beatles в эфир, чтобы продемонстрировать своё «презрение к персонифицированному лицемерию», а иезуитский журнал America подчеркнул: «Леннон просто озвучил то, что охотно подтвердят многие христианские просветители».

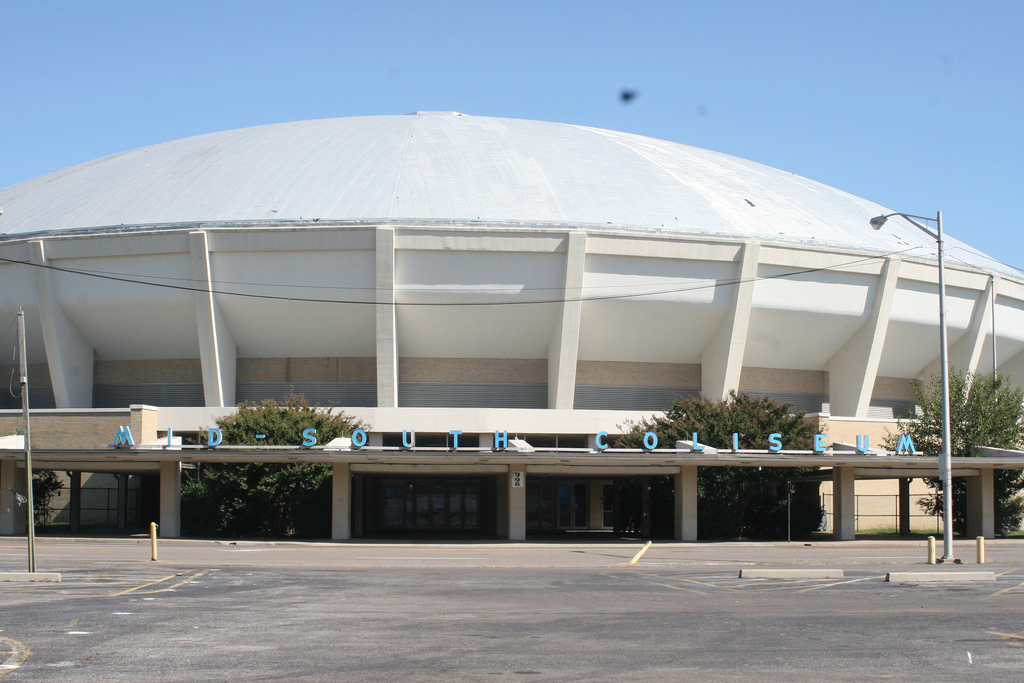
Во время выступления The Beatles в Мид-Саут-колизиум (Мемфис) 19 августа 1966 года на сцену попал фейерверк, принятый за выстрел

В разгар турне городской совет Мемфиса проголосовал за отмену концерта The Beatles на стадионе Мид-Саут-колизиум, объяснив это тем, что он не желает, чтобы «муниципальные объекты использовались в качестве площадки для высмеивания какой-либо религии», особо подчеркнув: «The Beatles не рады в Мемфисе». В свою очередь, члены Ку-клукс-клана прибили альбом The Beatles к деревянному кресту, пообещав квартету «возмездие». Наряду с другими консервативными американскими группировками, они устроили ещё несколько актов публичного сожжения записей группы. Кроме того, преподобный Джимми Строад заявил, что в Мемфисе будет организован христианский митинг, который «предоставит молодёжи центрального Юга возможность продемонстрировать, что Иисус Христос более популярен, чем „Битлз“». Тем не менее, концерт в Мемфисе состоялся по расписанию — 19 августа; дневное шоу прошло без эксцессов, однако во время вечернего выступления возникла небольшая паника, когда один из фейерверков попал на сцену, и музыканты решили, что в них стреляют. Также, по плану состоялся концерт в Кливленде, несмотря на гневные заявления местного священника: «Я вышвырну из своей церкви всякого, кто согласится с утверждениями Джона Леннона о Христианстве, или кто посетит концерт „Битлз“». Около 20 тысяч человек всё же пришли на выступление группы.
The Beatles возненавидели тур, отчасти из-за разногласий и негативной реакции на комментарии Леннона, и были недовольны тем, что Эпстайн продолжал организовывать концертные выступления, которые всё больше не соответствовали их студийному звучанию. Помимо этого, скандал затмил выпуск в США альбома Revolver, который группа считала своим лучшим и наиболее зрелым музыкальным произведением. После окончания тура Харрисон всерьёз задумался о том, чтобы покинуть группу, однако его уговорили остаться на условии, что The Beatles сосредоточатся исключительно на студийной работе. Сделав перерыв, музыканты собрались вновь в ноябре 1966 года, чтобы начать запись альбома Sgt. Pepper's Lonely Hearts Club Band. Он был выпущен в июне 1967 года, имел огромный коммерческий успех и был восторженно встречен прессой.

## Последствия

Члены Ку-клукс-клана сжигают музыкальные записи The Beatles

В 1969 году Леннона вновь спросили об этом скандале во время визита в Канаду. Музыкант повторил свои слова о том, что The Beatles оказывают больше влияния на молодёжь, нежели Христос, добавив, что некоторые служители церкви разделяли его мнение. Музыкант назвал протестующих в США «фашистскими христианами», сказав, что он «очень большой поклонник Христа. Он мне всегда нравился. Он был прав». В 1978 году музыкант поблагодарил Иисуса за то, что он положил конец гастролям The Beatles, заявив: «Если бы я не сказал тех слов и не расстроил очень христианский Ку-клукс-клан, ну-у-у, Господи, я бы [наверное] всё ещё выступал с остальными блохами! Да благословит Бог Америку. Благодарю тебя, Иисус».
В 1993 году публицист Майкл Медвед писал в The Sunday Times, что «в наше время, комментарии, подобные ленноновским, в принципе не могли бы вызвать споров; [так как] презрительное отношение к религии встречается почти у всех мейнстримовых поп-исполнителей». В 1997 году музыкант Ноэл Галлахер заявил, что его группа Oasis (пребывавшая на пике своей популярности) «Круче Иисуса» (англ. «Bigger than Jesus»), однако общественная реакция на это высказывание была практически минимальной. Гораздо больший резонанс получило заявление Галлахера в интервью телеканала MTV 1996 года о том, что «Oasis стали более популярны, чем The Beatles». Пол Маккартни, являвшийся поклонником Oasis, впоследствии утверждал, что подобное утверждение стало одной из грандиозных ошибок коллектива и причиной падения популярности. В интервью журналу New Musical Express 2016 года Маккартни сказал о заявлении Галлахера, что это было «поцелуем смерти».
Спустя почти 30 лет после инцидента, в интервью для журнала Rolling Stone, главный соперник The Beatles в 1960-е годы высказал мнение, что The Beatles тогда «были значительнее Иисуса».

В статье 2008 года, посвящённой 40-летию одноимённого альбома The Beatles (также известного как «Белый альбом»), ватиканская газета L’Osservatore Romano опубликовала сентенцию: 
По прошествии стольких лет замечание Джона Леннона, вызвавшее волну негодования, в первую очередь в США, выглядит просто как «бахвальство» молодого выходца из рабочей среды, выросшего на легенде о рок-н-ролле и Элвисе Пресли и столкнувшегося с внезапным головокружительным успехом. Факт остается фактом: спустя 38 лет после распада [The Beatles], песни бренда «Леннон и Маккартни» продемонстрировали необычайное сопротивление течению времени, став источником вдохновения для нескольких поколений поп-музыкантов.
Старр так отреагировал на это заявление: «Разве Ватикан не утверждал, что мы, возможно, были сатанистами, они всё ещё нас прощают? Я думаю, у Ватикана есть другие темы для обсуждения, помимо The Beatles». В своём номере от 14 апреля 2010 года редакция L’Osservatore Romano ответила на комментарии Старра: «Джон Леннон не нуждался в прощении со стороны Ватикана, „L’Osservatore Romano“ лишь перепечатала свою статью 1966 года о комментариях Джона Леннона. В этой статье отмечалось, что Леннон извинился за свои комментарии, и что его коллега Пол Маккартни критиковал их». В 2010 году Старр заявил, что отныне он обрёл религию, добавив: «Что касается меня, Бог есть в моей жизни … Думаю, поиски продолжались с 1960-х».
В 2012 году музыкальный блог газеты Houston Press сравнил информацию в мейнстримовых СМИ и пришёл к выводу, что Иисус более популярен, чем The Beatles. В 2015 году редакция газеты The Philippine Star отметила, что спустя почти полвека после заявлений Леннона всё случилось с точностью до наоборот: «рок-н-ролл мёртв, а христианство приумножилось, благодаря феноменальному росту католицизма под руководством Папы Франциска».

## Прочие инциденты
«Мало кто знает […] что на следующий день после сожжения альбомов The Beatles [возле здания радио KLUE] в трансляционную вышку этой самой радиостанции ударила молния и разрушила всю эту факинг вышку, а может быть даже и всю эту радиостанцию. В общем-то этого говорит о том, что высшие силы, Бог, природа, судьба были естественно за рок-н-ролл»
18 мая 1968 года Леннон вызвал других «Битлов» на собрание в Apple Corps, где объявил, что он является живой реинкарнацией Иисуса: «Я должен рассказать вам кое-что очень важное. Я — Иисус Христос. Я снова вернулся». Заседание было прервано на обед, после чего Леннон больше никогда не поднимал эту тему. В апреле 1969 года Леннон и Маккартни записали композицию «The Ballad of John and Yoko», в которой Леннон спел строчку: «Христос, знаешь, это совсем не легко / Уж ты-то знаешь, как тяжело может быть / Судя по тому, что сейчас происходит / Меня вот-вот распнут на кресте». В интервью Би-би-си несколько месяцев спустя Леннон назвал себя «одним из самых больших поклонников Христа», рассказал о Церкви Англии, о его видении Царствия Небесного и своих душевных терзаниях из-за невозможности обвенчаться с Йоко Оно в церкви: «Мне бы хотелось быть обвенчанным в церкви, но они не венчают разведённых. Это же чистое лицемерие».
3 декабря 1969 года Эндрю Ллойд Уэббер и Тим Райс попросили Леннона сыграть роль Иисуса в постановке «Иисус Христос — суперзвезда». Музыкант отказался от предложения, тем не менее отмечая, что это могло бы быть ему интересно, если бы Оно предоставили роль Марии Магдалины. В 1979 году Леннон вновь упомянул Иисуса в своей песне «God», спев «Я не верю в Иисуса», а также: что он не верит в Библию, Будду, Гиту и The Beatles. Помимо этого, критики отмечали строчку «Представьте, что нет рая» (англ. «Imagine there's no heaven») из песни Леннона 1971 года «Imagine», по-разному трактовав её религиозное значение и пытавшись найти скрытое послание музыканта.
Леннон первым из «Битлов» всерьез увлёкся проповедями Махариши Махеш Йоги и трансцендентной медитацией. «Я просто ошеломлён!» — бросил репортерам Леннон, выходя после приватной беседы с Махариши. Музыкант был в восторге — он считал, что нашёл ключ, ответ, который так долго искал. Однако уже спустя год, посетив гуру в Индии, он разочаровался в Махариши, посвятив ему язвительную песню «Sexy Sadie».
Незадолго до своей смерти Джон Леннон вступил в религиозную полемику с Бобом Диланом, записав песню «Serve Yourself» в ответ на его композицию «Gotta Serve Somebody» (написанную в самом разгаре т. н. «Христианского периода» музыканта. Комментируя Дилана, Леннон утверждал, что полагаться на себя и верить в себя — вернее. Он был серьёзно раздосадован попыткой Дилана «обратить [людей] в веру»: «Для меня есть только один путь: я выступлю против любого, кто утверждает, что есть только один ответ. Не хочу даже слышать об этом. Нет единственного ответа на что-либо». Также музыкант отмечал: «Я не предаюсь мечтам о чувственном физическом рае, где много-много шоколада и красавицы в туниках играют на арфах. Я верю в то, что небеса мы можем создать внутри собственного разума. „Царствие небесное внутри вас“, — учил Христос, и я верю в это».
Леннон был убит 8 декабря 1980 года Марком Дэвидом Чепменом, который в 1970 году стал последователем религиозного движения «Возрождение» и был возмущён репликой Леннона «Мы более популярны, чем Иисус», называя это богохульством. Позже он заявил, что его ещё больше разозлили песни «God» и «Imagine». Он даже утверждал в своих показаниях, что любил петь последнюю с изменённым текстом: «Imagine John Lennon dead» (с англ. — «Представьте, что Джон Леннон мёртв»).